# Metoda iteracyjnego konsensusu
Metoda iteracyjnego konsensusu – iterative consensus, metoda minimalizacji funkcji boolowskiej. Metoda to rozpoczyna się od implikantów funkcji (mogą to być iloczyny zupełne, implikanty proste lub inne implikanty).
Nazwa metody pochodzi od iteracyjnego stosowania zależności:
{\displaystyle Ax+B{\overline {x}}=Ax+B{\overline {x}}+AB,}
gdzie {\displaystyle A} i {\displaystyle B} są iloczynami niezawierającymi literału {\displaystyle x} ani {\displaystyle {\overline {x}}.}
Metoda iteracyjnego konsensusu to iteracyjne wykonanie następujących kroków:
1. Usuń z postaci dysjunkcyjnej wszystkie pokryte implikanty.
2. Wygeneruj wszystkie (niepuste i różne od 0) konsensusy z par iloczynów. Dodaj je do postaci dysjunkcyjnej. Przejdź do kroku 1.

Algorytm kończy się w momencie, gdy nie możemy wygenerować nowych konsensusów, ponieważ uzyskane iloczyny to implikanty proste.

## Przykład
Niech będzie dana funkcja:
{\displaystyle f(abcd)=\sum (1,6,7,8,10,14,15)}
przedstawiona w postaci:
{\displaystyle f(abcd)={\overline {a}}{\overline {b}}{\overline {c}}d+{\overline {a}}bc+abc+a{\overline {b}}{\overline {d}}.}
Krok 1. Nie ma implikantów pokrywanych przez inne implikanty.
Krok 2. {\displaystyle {\overline {a}}bc} oraz {\displaystyle abc} tworzą konsensus {\displaystyle bc,} który dodajemy do postaci dysjunkcyjnej, otrzymując:
{\displaystyle f(abcd)={\overline {a}}{\overline {b}}{\overline {c}}d+{\overline {a}}bc+abc+a{\overline {b}}{\overline {d}}+bc.}
Krok 1′. Konsensus {\displaystyle bc} pokrywa {\displaystyle {\overline {a}}bc} oraz {\displaystyle abc,} dlatego usuwamy je z postaci dysjunkcyjnej, otrzymując:
{\displaystyle f(abcd)={\overline {a}}{\overline {b}}{\overline {c}}d+a{\overline {b}}{\overline {d}}+bc.}
Krok 2′. {\displaystyle a{\overline {b}}{\overline {d}}} oraz {\displaystyle bc} tworzą konsensus {\displaystyle ac{\overline {d}},} który dodajemy do postaci dysjunkcyjnej, otrzymując:
{\displaystyle f(abcd)={\overline {a}}{\overline {b}}{\overline {c}}d+a{\overline {b}}{\overline {d}}+bc+ac{\overline {d}}.}
Krok 1″. Nie ma implikantów pokrywanych przez inne implikanty.
Krok 2″. Nie można wygenerować konsensusu różnego od pustego bądź różnego od 0, czyli algorytm się kończy.